# Igreja Católica em Trindade e Tobago
O Catolicismo em Trindade e Tobago ou Trinidad e Tobago é parte da Igreja Católica, sob a liderança espiritual do Papa em Roma. O Núncio Apostólico em Trindade e Tobago é, desde dezembro de 2011, o Arcebispo Nicola Girasoli, que é também o Núncio Apostólico para outros estados independentes e Delegado Apostólico para os territórios dependentes na região do Caribe.

## História
A Igreja Católica esteve presente na ilha de Trinidad, desde o século XVII, quando os primeiros missionários chegaram aqui a partir das ordens dominicanas e as ordens religiosas franciscanas ordens. Os empreendimentos missionários para o país lançaram-se no século XVIII, resultaram na morte de um número de missionários. Em 1516, em Trindade e Tobago, foi nomeada uma abadia territorial. Esta abadia territorial deixou de existir em 1650. A primeira igreja Católica de Trindade foi construída em 1591. Capuchinhos trabalharam lá de 1618 a 1803. Em 1672, Trindade e ilhas adjacentes foram incluídas na Diocese de Porto Rico e, em 1790, na Diocese de Santo Tomás de Guayana, agora Arquidiocese de Ciudad Bolívar.
Em 1797, Trindade veio sob o controle Britânico, e o trabalho missionário continuou, porque a liberdade de culto foi concedido aos Católicos. Em 1818, o Vicariato Apostólico da Trindade foi estabelecida, e em 30 de abril de 1850 foi elevada a Arquidiocese de Port of Spain, em 1850. A constante atividade missionária da Igreja Católica Romana só começou em 1864, em Trindade. Só em 1864, os arcebispos começaram um programa sério de evangelização da ilha de Tobago, onde outras denominações Cristãs tinham prosperado, entretanto, incluindo os Anglicanos e Metodistas. Na história da igreja católica em Tobago, Catherine Creigh entra para a história como a primeira católica, batizado em 5 de Março de 1870.

## Demografia e estrutura
Trinidad e Tobago é composto por duas ilhas principais e 21 ilhas menores, tem uma área de 5128 km quadrados e um censo de população de 1,223,916 habitantes (2011). Há pouco menos de 264,365 de Católicos no país, representando a 21,6% do total da população, de acordo com o censo de 2011. Esta é a maior comunidade Católica do Caribe anglófono. A nação inteira é administrada com a Arquidiocese de Port of Spain, que é dividida em cinco vicariatos episcopais. O país tem 61 paróquias. Em Port of Spain está localizada a Catedral da Imaculada Conceição da bem-aventurada Virgem Maria, que é uma pequena basílica. O arcebispo de Port of Spain é um membro das Conferência Episcopal das Antilhas.

## Núncio
No dia 23 de julho de 1978, o Papa Paulo VI emitiu uma breve "Commune omnium bonum", que estabeleceu em Trindade e Tobago uma Nunciatura Apostólica. Atualmente, em Port of Spain é a residência do Núncio, cuja jurisdição se estende aos países das Antilhas.
- Paul Fouad Tabet (9.02.1980 - 11.02.1984), nomeado pró-núncio em Belize.
- Manuel Monteiro de Castro (16.02.1985 - 21.08.1990), nomeado Núncio Apostólico em Honduras e El Salvador.
- Eugenio Sbarbaro (7.02.1991 - 26.04.2000), nomeado Núncio Apostólico na Sérvia e Montenegro.
- Emil Paul Tscherrig (08.07.2000 - 22.05.2004), nomeado Núncio Apostólico na Coréia.
- Thomas Edward Gullickson (2.10.2004 - 21.05.2011), nomeado Núncio Apostólico na Ucrânia.
- Nicola Girasoli (21.12.2011–presente).

## Relações entre o estado e a igreja
As relações entre a igreja e o estado são cordiais; ambos querem mais o clero nativo.